# Riccardo Blumer
Riccardo Blumer (Bergamo, 26 settembre 1959) è un architetto e designer svizzero.

## Biografia
Compie studi classici ed artistici alla Schola Liceo Unificato (Morosolo, Varese), dove partecipa a numerose iniziative teatrali, creative e letterarie e di cui poi diventerà direttore. Si laurea in architettura al Politecnico di Milano nel 1982.
Dal 1983 al 1988 lavora presso lo studio di Mario Botta a Lugano. Dal 1988 progetta e realizza edifici residenziali, terziari e industriali di piccola e media dimensione e numerosi interni pubblici e privati in Italia e all'estero. In qualità di progettista lavora con numerose aziende italiane tra cui Alias, Artemide, Desalto, Poliform, Ycami, B&B e Flou.
Nel 2005 fonda Blumerandfriends, gruppo di lavoro con il quale elabora gli Esercizi Fisici di Design ed Architettura e realizza installazioni ed allestimenti permanenti e temporanei in vari musei in Italia e all'estero.
È stato docente presso numerose università, tra cui IUAV di Venezia, Università della Repubblica di San Marino, ISAI di Vicenza, Politecnico, NABA, IED e Scuola Politecnica di Design di Milano e Madworkshop di Santa Monica (California). Nel 2013 diventa professore titolare presso l'Accademia di architettura di Mendrisio, di cui è stato direttore dal 2016 al 2021: qui, con gli studenti del primo anno, realizza la mostra Mise en scène.

## Architetture
- Ristrutturazione villa, Varese, Via Timavo,1992
- Ristrutturazione uffici, Ghemme (Novara), Crespi IFT,1992
- Ristrutturazione villa, Agra, Svizzera, Guinetti, 1993
- Torri per uffici, Cinisello Balsamo (Milano), Immobiliare Calamintha,1993 – 98
- Miscelificio chimico, Fiorano Modenese, Lamberti SPA,1994 – 95
- Ristrutturazione abitazione unifamiliare, Cadorago (Como), Via dei Boschi, 1995
- Villa unifamiliare, Castelnuovo Bozzente (Como), Maternini, 1995 – 2000
- Ristrutturazione abitazione unifamiliare, Casarico (Varese), Pozzi, 2001 - 2003[1]
- Ristrutturazione edificio per uffici e appartamenti, Varese, Isella. 2002 – 2003
- Ristrutturazione interni Teatro alla Scala, Milano, 2003 – 5
- Ristrutturazione edificio terziario, Leffe (Bergamo), Falegnameria New System, 2005
- Ristrutturazione edificio industriale, Brugherio (Milano), 2005
- Ristrutturazione pasticceria, Varese, Zamberletti, 2005
- Edificio residenziale, Saronno, Impresa Redal, 2006 – 2007
- Villa unifamiliare, Correzzana (Monza),  Di Stefano, 2009
- Ristrutturazione appartamento, Milano, Via della Spiga, 2010[2]
- Ristrutturazione edificio terziario, Scanzorosciate (Bergamo), Dueffe Illuminazione, 2014
- Edificio residenziale, Saronno, Impresa Redal, (2019 – in costruzione)

## Design
- Seduta per esterni Ghisa, Alias, 2008 (con Matteo Borghi)[3]
- Sedia, chaise longue e tavolino Origami, Ycami, 2008 (con Matteo Borghi)[4]

## Blumer and friends
Blumerandfriends è un gruppo di lavoro creato da Blumer. Tramite esperimenti di fisica ed estetica produce esperimenti e installazioni che mostrano il processo di ideazione architettonico. Tale progetto è stato oggetto di conferenze pubbliche in Italia e all'estero, denominate Esercizi Fisici di Architettura e Design, in cui tali esperimenti vengono replicati dal vivo e ad installazioni e allestimenti in vari musei.

### Elenco delle mostre
- Giappone. L'arte del mutamento. Palazzo Ducale, Genova, 2005
- Giappone. Collezione Jeffrey Montgomery. Musée du Président Jacques Chirac, Sarran, Francia, 2006
- Artparty sferica. Castello di Masnago, Varese, 2010
- Progettare il limite. R&Art, Vercorin, Svizzera, 2011
- Medusa. Marmomac, Verona, 2011
- Risonanze tra uomini intorno ai 70 hertz. Dimor&Design, Palazzo Moroni, Bergamo, 2011
- Aveamen. Design per lo spirito, Venezia, 2012
- BUM! Urto di materie. La sindrome dell'influenza, Triennale Design Museum 6, Milano, 2013
- Swiss Made. Swiss Corner, Milano, 2013[5]
- I 5.000 giri al minuto del giallo. Casabella Laboratorio, Milano, 2014
- Spazio permanente La Balena. Triennale di Milano, 2015[6]
- 01100010 01100110. Operae, Torino, 2015
- La logica dell'approssimazione, nell'arte e nella vita. XXI Triennale, Museo della Permanente, Milano, 2016
- Storie da asporto automatiche. Festival della letteratura, Mantova, 2016
- I was there. Moleskine Cafè, Milano, 2019

## Installazioni e mostre
- La pelle come limite. Galleria Luisa delle Piane, Milano, 2009
- Come si muovono le nuvole. Casabella Laboratorio, Milano 2012
- Come si muovono le nuvole. Langenthal Design Week, Langenthal, Svizzera, 2012
- Abitare una goccia d'acqua. Casabella Laboratorio, Milano, 2013
- Architetture elastiche. Long Lake Festival, Lugano 2013
- La meraviglia come esercizio. Triennale di Milano, 2013[7]
- L'alta luce che da sé è vera. Ex Macello, Lugano, 2014
- La forma dell'energia. Langenthal Design Week, Langenthal, Svizzera, 2014
- Laboratorio Ceramics of Italy. Expo 2015, Triennale di Milano, 2015
- La città volante. Expo 2015, Padiglione Svizzero, Milano, 2015
- Amos Nattini e la Divina Commedia. Museo Comunale d'Arte Moderna, Ascona, 2016
- La Via Crucis su rotaie. Ex Funicolare degli Angioli, Lugano, 2017[8]
- Light Theaters. Villa Panza, Varese, 2017
- Superficie e danza tra geometria e colore. Casabella Laboratorio, Milano, 2017
- 7 Architetture Automatiche e altri esercizi. Teatro dell'Architettura, Mendrisio, 2018[9]
- 7 Architetture Automatiche e altri esercizi. Biennale di Architettura, Venezia, 2018[10][11][12]

## Riconoscimenti
- Design Preis Schweiz per la sedia Laleggera, 1997
- Compasso d’Oro per la sedia Laleggera, 1998
- Le sedie Laleggera (Alias) ed Entronauta (Desalto) vengono inserite nella collezione permanente del MoMA di New York, 2010
- Menzione d’Onore ADI, per la ricerca sulle sedute, 2011[senza fonte]